# جيمس أولدفيلد
جيمس أولدفيلد (بالإنجليزية: James Oldfield)‏ هو مغني ومغني أوبرا بريطاني، ولد في 1981.